# Distrito Histórico de Broadway Avenue
El Distrito Histórico de Broadway Avenue es un distrito histórico ubicado en una sola cuadra de la ciudad a lo largo de la Broadway entre las avenidas Gratiot y East Grand River en el downtown de la ciudad de Detroit, la más poblada de lestado deMíchigan (Estados Unidos). Fue incluido en el Registro Nacional de Lugares Históricos en 2004. Se une al Distrito Histórico de Edificios Comerciales de Randolph Street, un área comercial con edificios de los años 1840. 

## Descripción e importancia
Este Distrito Históricoestá situado en Downtown Detroit y alberga once edificios comerciales construidos entre 1896 y 1926. Tres de esos edificios, el Cary Building y el Harmonie Centre en el extremo sur, y el Merchants Building en el extremo norte, están incluidos en el Registro Nacional de Lugares Históricos por derecho propio.
La terracota arquitectónica utilizada en estas estructuras unifica la apariencia del distrito. El distrito es importante por su arquitectura, su historia comercial, su herencia étnica y por su asociación con Philip Breitmeyer, alcalde de Detroit de 1909 a 1911.

## Historia
El área donde se encuentra el distrito se desarrolló a fines del siglo XIX como un área comercial para el comercio de mujeres e incluía empresas como peluquerías, floristerías, fabricantes de corsés y ropa de moda. Varias de estas tiendas de comercio de mujeres eran propiedad de inmigrantes étnicos. Durante la década de 1910, el área comenzó a transformarse en un centro bancario y financiero. En el contiguo distrito histórico de edificios comerciales de la calle Randolph, el edificio en 1244 Randolph St. es un raro superviviente de la década de 1840. En 1926, George D. Mason diseñ̟ó el Harvard Square Centre, otro de los edificios históricos del sector.
El edificio Breitmeyer-Tobin en Broadway Avenue, ahora llamado Harmonie Centre, se abrió a los inquilinos afroamericanos en 1936. En la década de 1950, las tiendas de propiedad étnica y de inmigrantes se mudaron al área, y algunas de ellas todavía están en los distritos hasta el día de hoy. El east necklace del Downtown une Grand Circus y el área del estadio con Greektown a lo largo de Broadway. El collar del este contiene un subdistrito a veces llamado Harmonie Park District en el distrito histórico de Broadway Avenue, que ha asumido el legado de la música de Detroit desde la década de 1930 hasta la de 1950 y hasta el presente.

## Galería

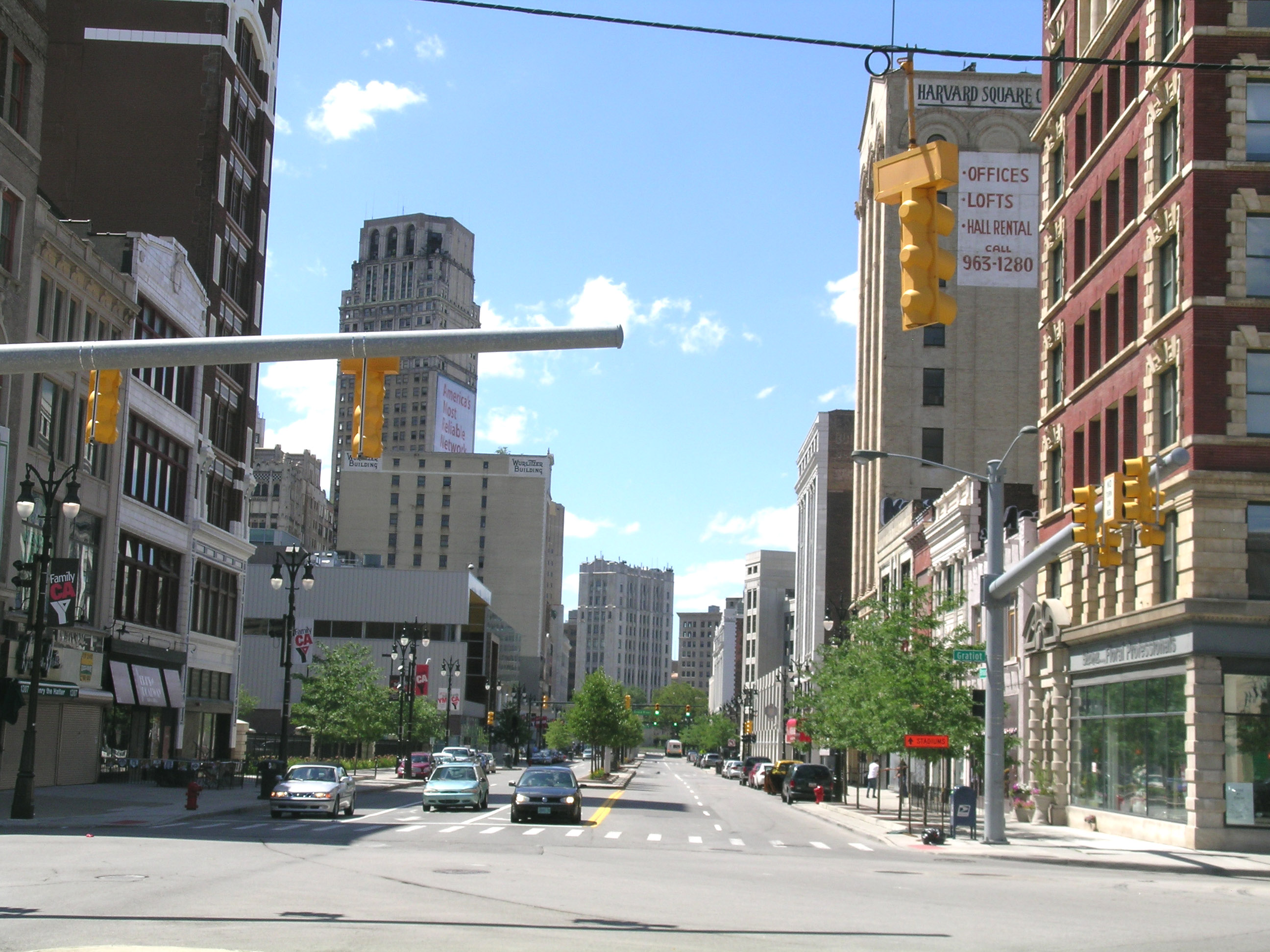
Vista desde la avenida Gratiot
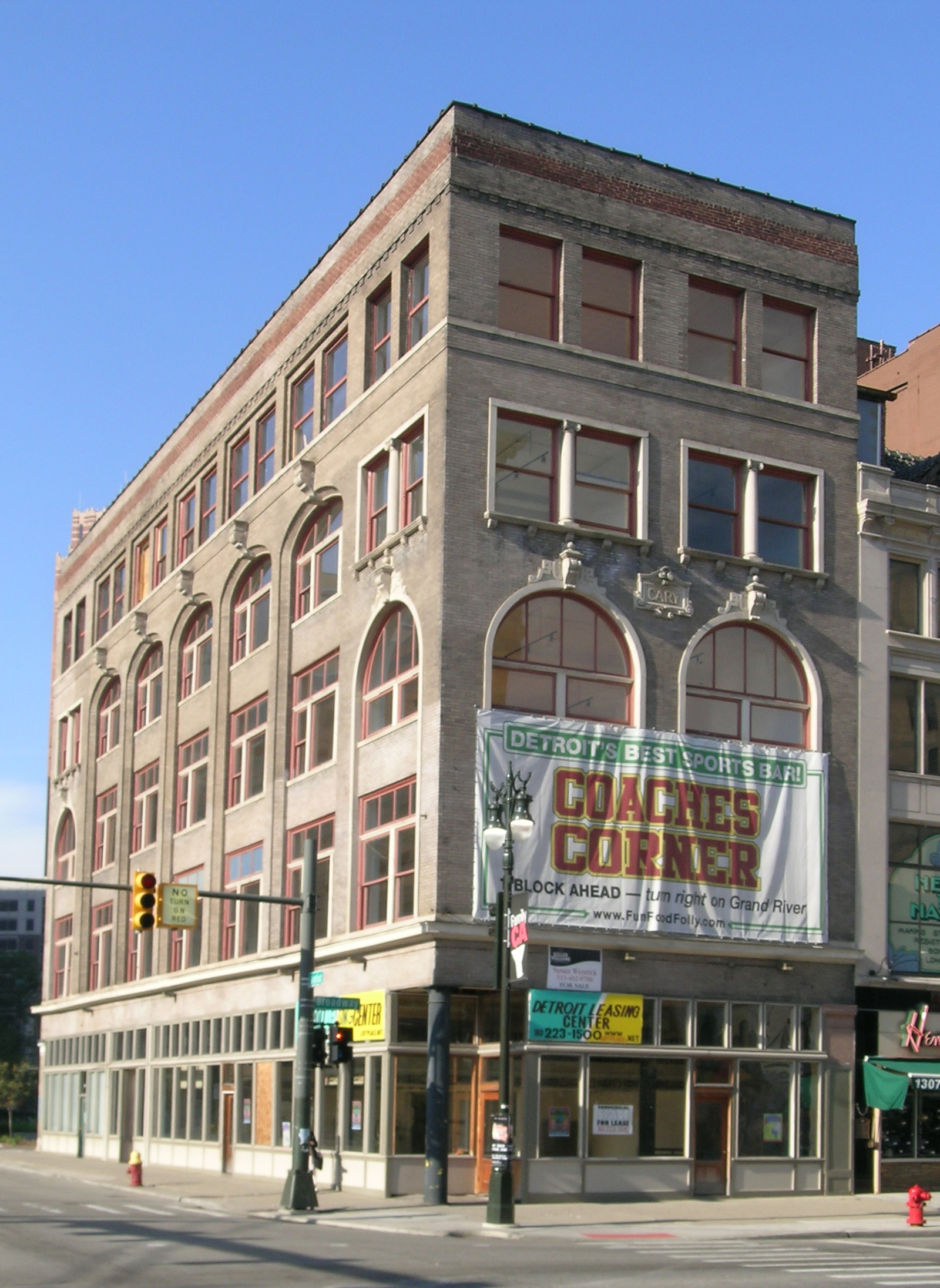
El Cary Building
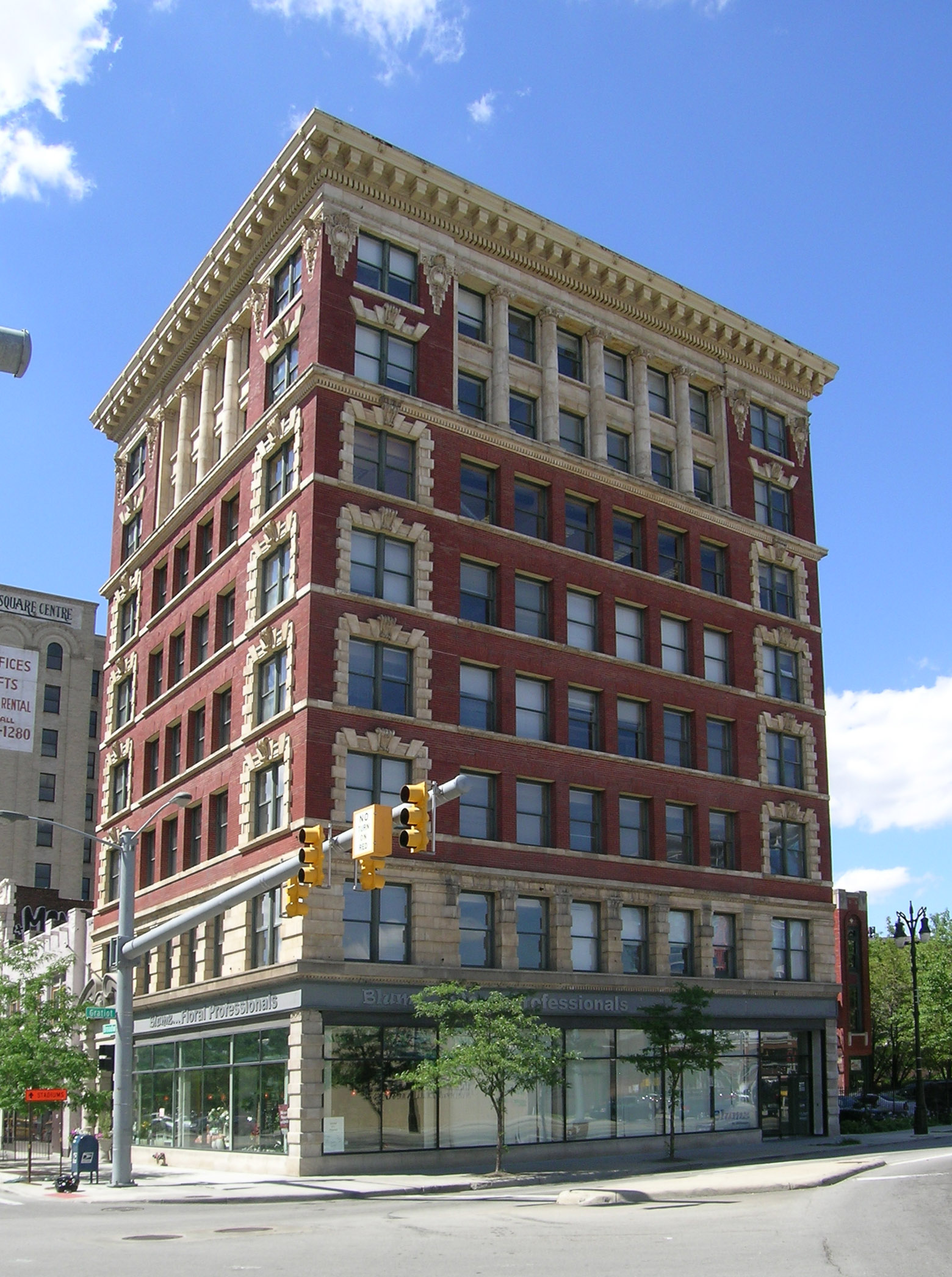
El Harmonie Centre
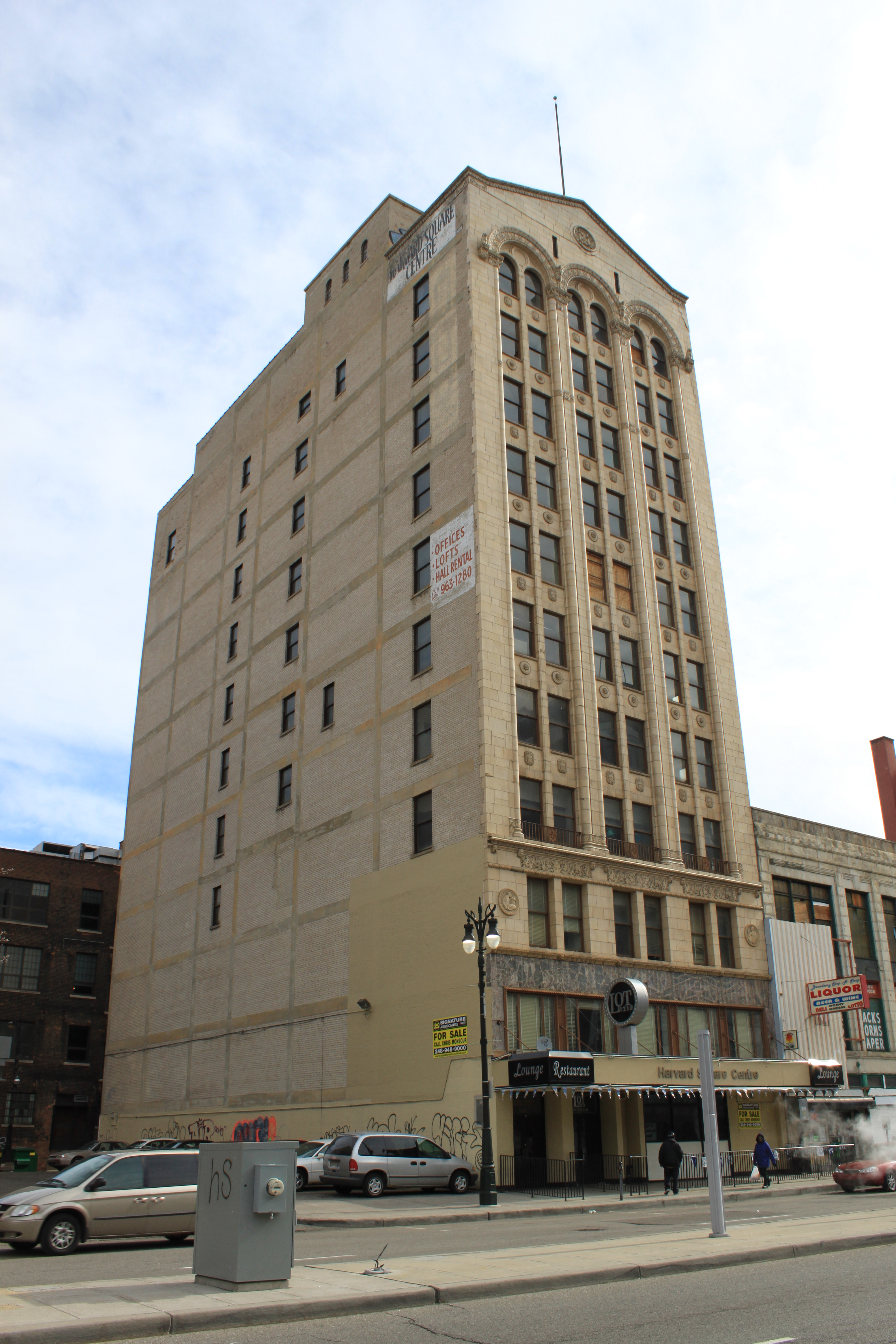
Harvard Square Centre
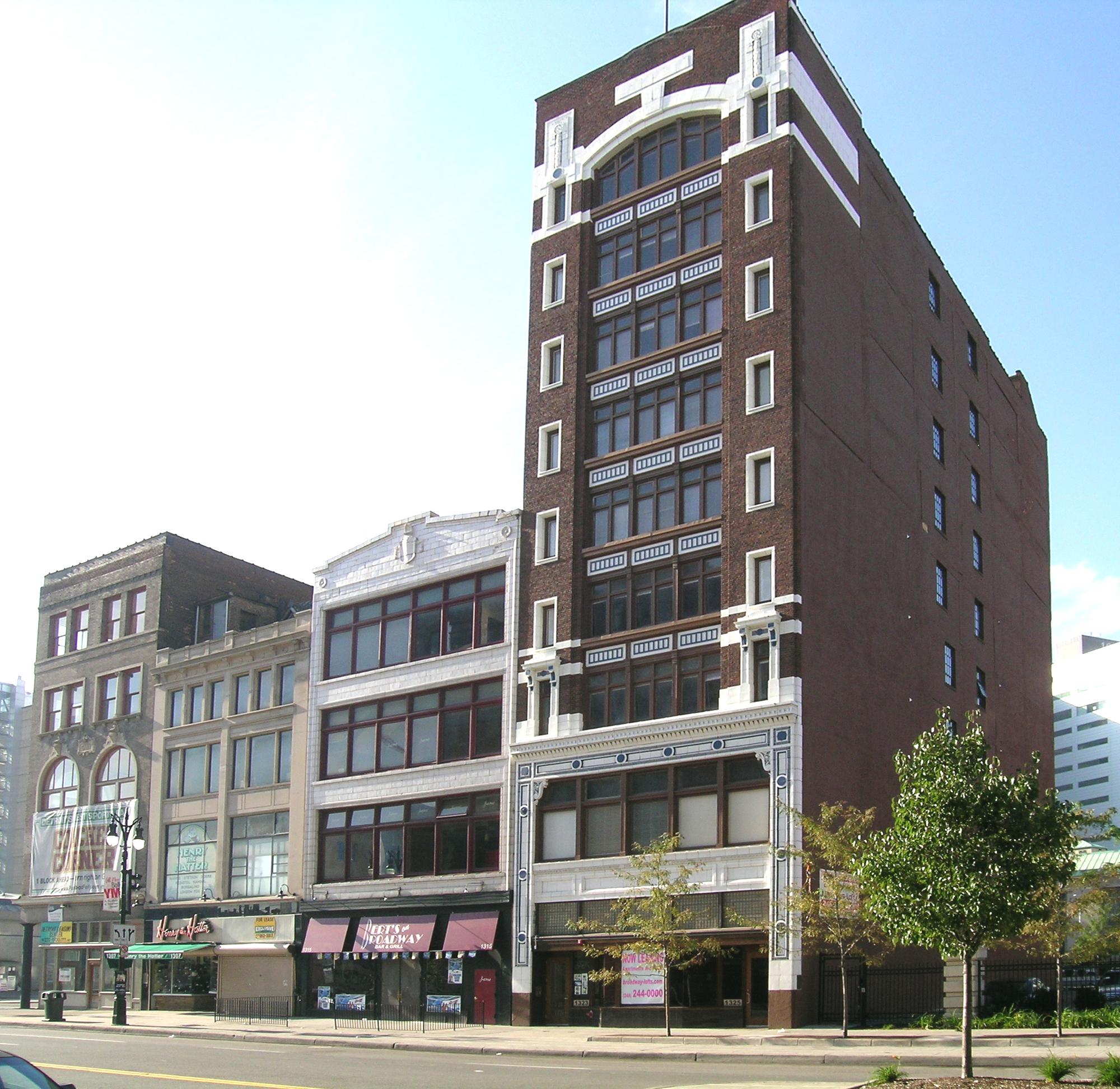
Lado del oeste de Broadway
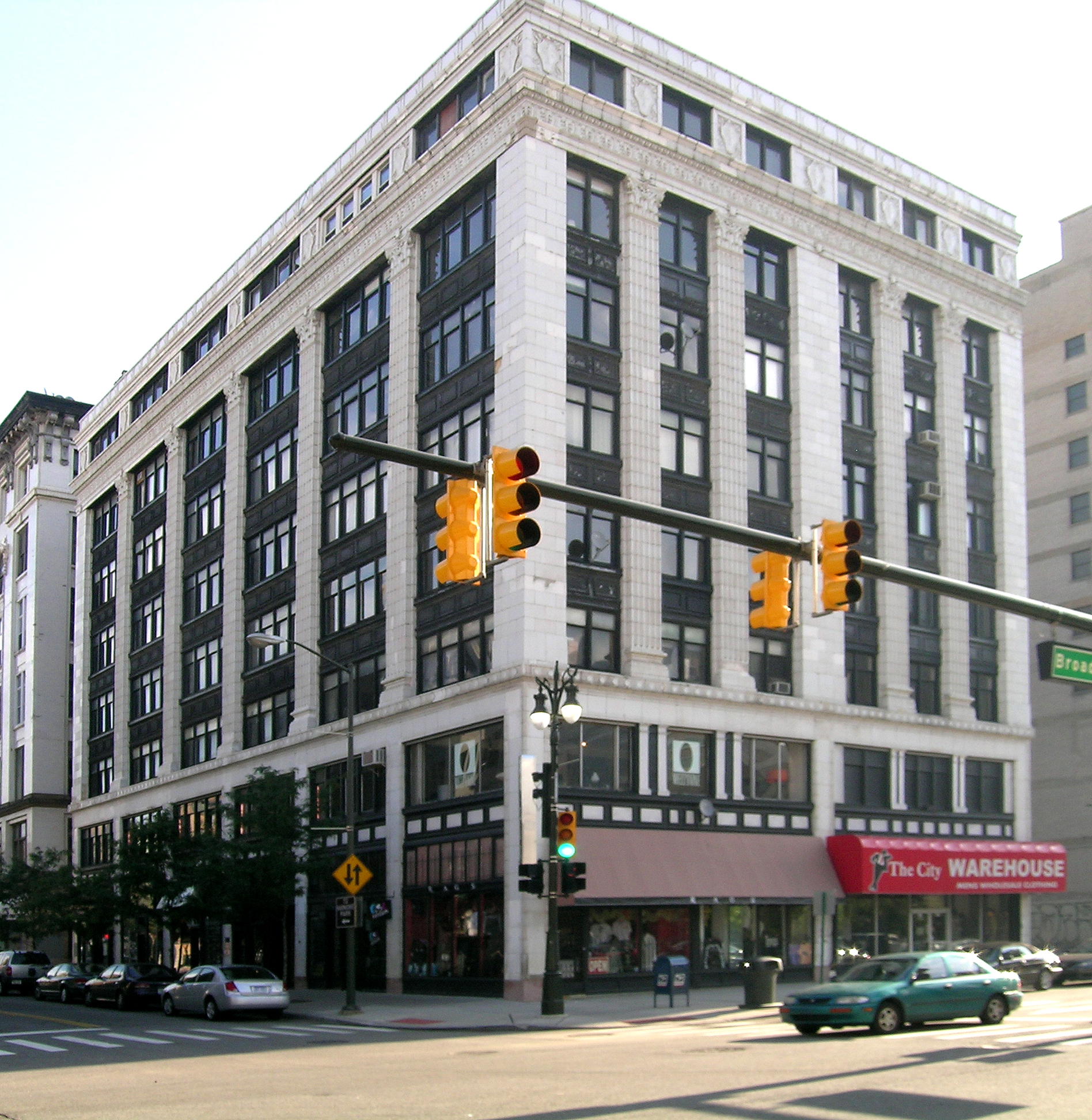
El Merchants Building